# Aichryson laxum
Aichryson laxum é uma espécie de planta subtropical, com folhas suculentas, pertencente à família Crassulaceae.

## Etimologia
laxum: epíteto em latim que significa laxo, frouxo, pouco apertado, alusão às folhas moles desta planta.

## Distribuição geográfica
Aichryson laxum é um endemismo em todas as Ilhas Canárias, com excepção de Lanzarote.
Em Portugal ocorre na Serra de Sintra, como planta subespontânea, em lugares com pouca luminosidade.

## Descrição

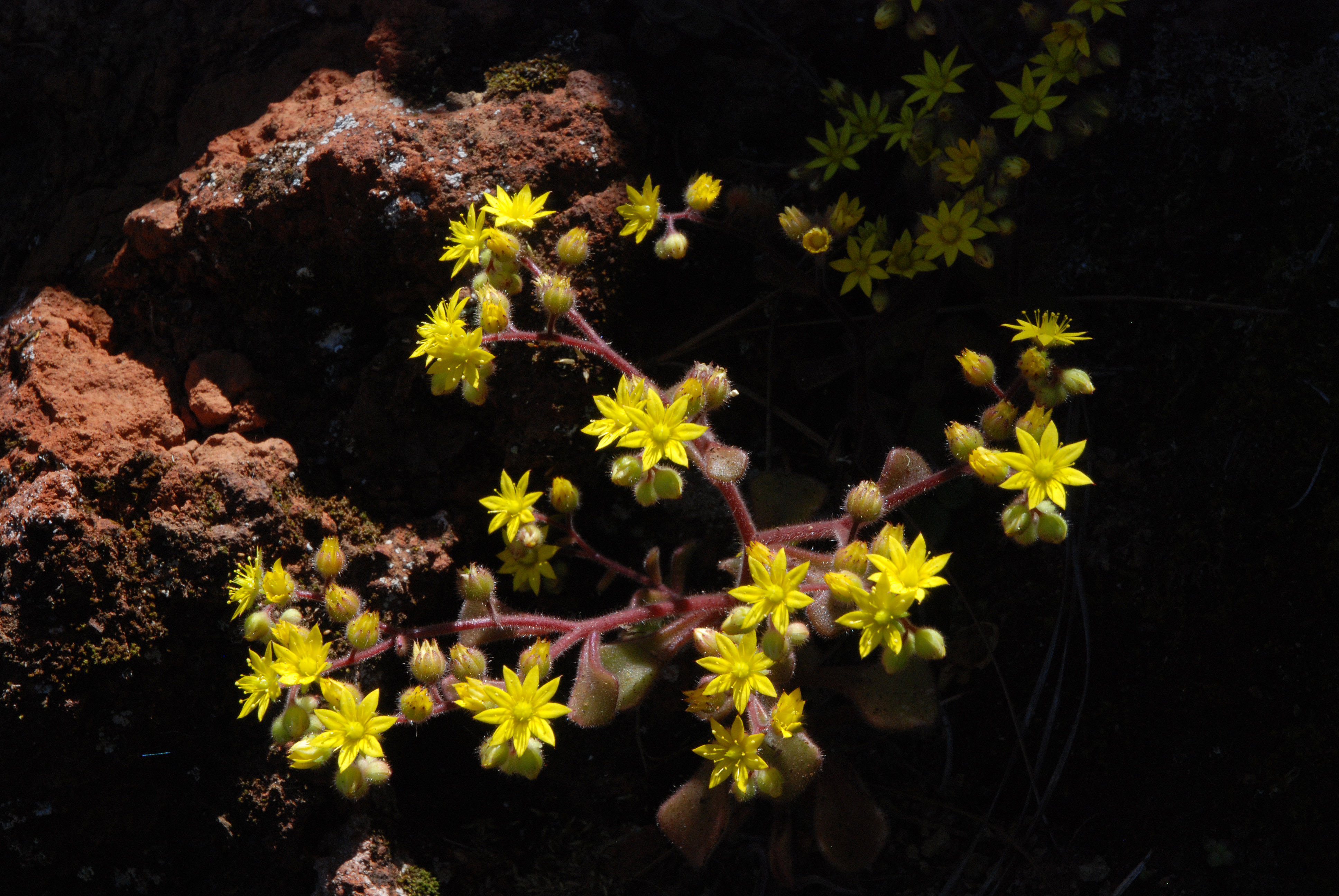
Inflorescência

Pertenece ao grupo de espécies herbáceas lanosas. Diferencia-se pela margem das folhas, que é mais larga próxima da base. Os pêlos não possuem ponta glandular e as folhas carecem de glândulas negras nas bordas.

## Sinonímia
- Aichryson dichotomum  (DC.) Webb & Berthel.
- Sempervivum annum Cout.
- Sempervivum annuum Chr.Sm. ex Link in Buch
- Sempervivum dichotomum DC.
- Sempervivum laxum Haw.[3]